# Idioma latgaliano
El idioma latgaliano (en latgaliano: latgalīšu volūda) es una lengua báltica oriental que se habla en Latgalia, la parte oriental de Letonia, por los latgalianos. El censo letón de 2011 estableció que el 8,8 % de los habitantes de Letonia, o sea 164 500 personas, hablan latgaliano en su vida cotidina. De ellos 97 600 viven en Latgale, 29 400 en la ciudad de Riga y 14 400 en la región de Riga.
Se debate si es un idioma separado con una fuerte influencia letona debido a la exposición mutua histórica, o un dialecto oriental distinto del letón. Oficialmente su forma estandarizada se reconoce y protege como «una variedad histórica de la lengua letona» (vēsturisks latviešu valodas paveids), según la Ley de la Lengua Letona.